# Zdeněk Fric
Zdeněk Fric (* 23. února 1969 Polička) je český soudce a bývalý fotbalový útočník.

## Soudce
Vystudoval Právnickou fakultu Univerzity Karlovy (studium ukončil k 23. září 1991), pracuje jako předseda Okresního soudu ve Svitavách.

## Hráčská kariéra
V československé nejvyšší soutěži zasáhl do 4 utkání v dresu Hradce Králové, v nichž neskóroval. Do Hradce Králové přišel ze Svitav, po půl roce se tamtéž vrátil. Od sezony 1995/96 hrál v Litomyšli.
Později se věnoval i malé kopané.

### Prvoligová bilance
| Ročník                                   | Zápasy | Góly | Minuty | Klub                   |
| ---------------------------------------- | ------ | ---- | ------ | ---------------------- |
| 1. československá fotbalová liga 1992/93 | 4      | 0    | –      | Spartak Hradec Králové |
| CELKEM 1. ČS. LIGA                       | 4      | 0    | –      |                        |

## Trenérská kariéra
Už během hráčské kariéry se začal věnovat mládeži, jako trenér pracuje v TJ Svitavy.